# Teucholabis salti
Teucholabis salti är en tvåvingeart som beskrevs av Alexander 1930. Teucholabis salti ingår i släktet Teucholabis och familjen småharkrankar.
Artens utbredningsområde är Colombia. Inga underarter finns listade i Catalogue of Life.